# Hala Aleksandara Nikoliće
Hala Aleksandara Nikoliće (srbsky v cyrilici Хала Александар Николић, v latince Hala Aleksandar Nikolić) je víceúčelová hala v srbské metropoli Bělehradě. Nachází se ve východní části města, u Pančevského mostu, na ulici Čarlija Čaplina. Do roku 2016, kdy byla aréna pojmenována po basketbalistovi a trenéru Aleksandaru Nikolićovi, nesla název hala Pionir (Хала Пионир).
Hala byla navržena pro pořádání nejen sportovních akcí (např. basketbalových zápasů), ale i pro výstavy, nebo kulturní představení. Vybudována byla podle projektu architektů Liljany a Dragoljuba Bakiće. Slavnostně byla otevřena 24. května 1973. Stavební práce zajistila společnost Energoprojekt z Bělehradu; stavba byla hotova za 11 měsíců. Celková rozloha  haly je 16 000 m2 a kapacita dosahuje počtu 8 150 míst. V hale se uskutečnilo několik zápasů mistrovství světa i Evropy v basketbalu. Halu využívají basketbalové týmy Crvena Zvezda i Partizan.  